# بز سانن

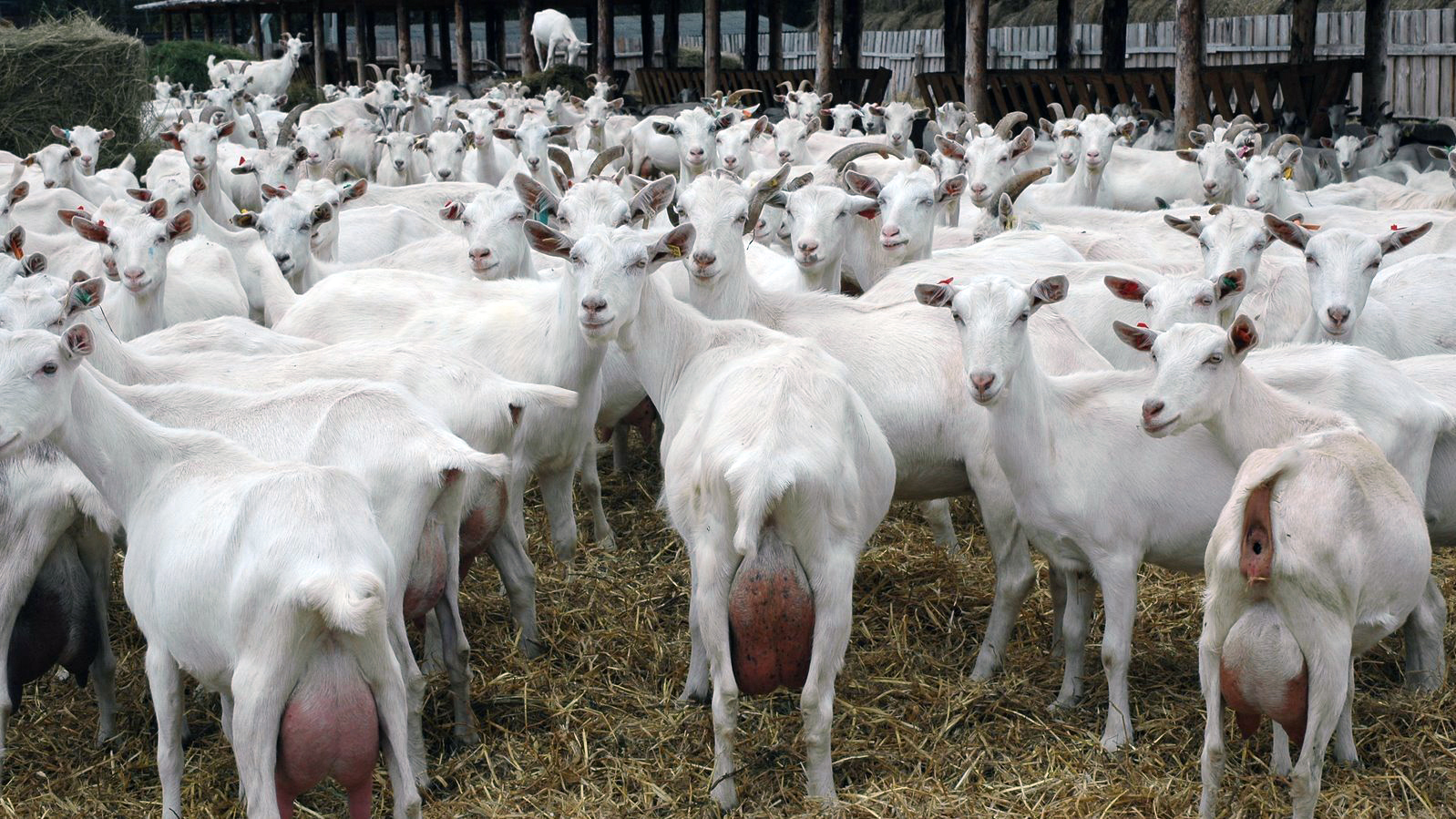
یک گله در یک عملیات تجاری در سرنور، در جمهوری ماری ال فدراسیون روسیه، حیوانات شاخدار و بی شاخ را نشان می‌دهد.

بز سانن (انگلیسی: Saanen goat) یک نژاد سوئیسی از بزهای اهلی است. نام خود را از سرین/سان (رود) در منطقه اوبرلند برن، (این منطقه آلپ کانتون و سمت شمالی کوه‌های آلپ برن را تشکیل می‌دهد) در بخش جنوبی کانتون برن، در غرب سوئیس گرفته‌است. این بز شیری بسیار پربار است و در بیش از هشتاد کشور در سراسر جهان توزیع می‌شود.

## خصوصیات نژاد بز سانن
اساساً در دنیا بزهای سانن به دلیل توانایی زیادی که در تولید شیر غنی دارند، بیشتر معروف شده هستند. اما به جز شیر، فواید دیگری از جمله نرخ زاد و ولد مناسب و سازگاری خوب با شرایط مختلف جغرافیایی را نیز دارند.
بیش از هشتاد کشور گزارش شده‌است. جمعیت کل جهان بیش از ۹۰۰٫۰۰۰ راس گزارش شده‌است. از این تعداد، حدود ۱۴۰۰۰ راس در سوئیس هستند.

## مشخصات
سانن بزرگ‌ترین نژاد بز سوئیسی است. قد حدود ۹1 سانتی‌متر (۳۵ اینچ) و حداقل وزن آن ۸۵ کیلوگرم (۱۹۰ پوند) است. دارای پوست سفید و موهای سفید کوتاه است. ممکن است شاخدار یا بدون شاخ باشد و گوشها قائم و به سمت بالا و جلو هستند. 